# Carolina Wikström
Anna Carolina Margareta Wikström, född 4 september 1993 i Hudiksvall, är en svensk friidrottare (långdistanslöpning), tävlande för UIF. Wikström började inte med långdistanslöpning förrän 2018, och sedan dess har hon kapat tider på alla distanser över 3 000 m . Under 2019 tog Wikström sig in bland de 10 bästa på svenska genom-tiderna-listan för både 5 000 m, 10 000 m , halvmaraton och maraton. Wikström är till yrket läkare efter studier vid Uppsala universitet.
Den 6 december 2020 sprang Wikström Valencia Marathon och gick i mål som 11:e-placerad i loppet på tiden 2:26.42. Det var den näst bästa tiden genom tiderna i Sverige och nästan 3 minuter under den internationella kvalgränsen för OS 2021 (2:29.30).
I april 2021 stod det klart att Wikström kom med i landslagstruppen till OS i Tokyo 2021. Detta trots att SOK hade satt egna hårdare kvalgränser på 2:25.00, i jämförelse med den internationella kvalgränsen för att kvala till OS. SOK:s motivering var att Wikström betraktas som ett framtidshopp.
År 2021 vid olympiska spelen i Tokyo deltog Wikström i maraton, där hon kom på 22:a plats bland 88 deltagare med tiden 2:33.19. Denna tävling genomfördes i Sapporo.
Sedan 2021 tävlar Wikström för Upsala IF efter att hon innan dess varit registrerad för LK Roslagen.